# Theodor Gudman Rohde
Theodor Gudman Rohde (23. juni 1835 i København – 15. maj 1924) var en dansk officer.
Rohdes fader, Andreas Gudman Rohde, var koffardikaptajn og ejer af Rosenborg Mølle, moderen hed
Ingeborg Marie f. Hermansen. Han blev landkadet 1850 og afgik i 1853 fra Landkadetakademiet som sekondløjtnant ved 3. Infanteribataljon med aldersorden fra 1852. Efter at have gjort tjeneste ved artilleriet fra 1856-59 trådte han i 1861 ind på Den kongelige militære Højskole, hvorfra han i 1866 afgik til tjeneste ved Generalstaben. Men allerede under felttoget 1864 havde han haft en sådan virksomhed, i det han i januar blev ansat som adjudant ved 4. Armédivision (Det nørrejyske Armékorps) og deltog i kampen ved Vejle samt operationerne i Jylland, medens han samme år fik premierløjtnants karakter (graden erholdt han i 1866). Fra 1866-72 var han virksom ved Generalstaben og kom der fra til 15., året efter til 5. Bataljon samtidig med at blive udnævnt til kaptajn. Han vendte dog atter i 1876 tilbage til Generalstaben og blev i 1882 souschef ved 1. Generalkommando; fra 1878-82 var han desuden lærer i topografi ved Hærens Officersskole. Ved udnævnelsen til oberstløjtnant 1885 blev han chef for 1. bataljon, var fra 1890-95 stabschef ved 1. Generalkommando, 1893 forfremmet til oberst. 1895-97 var han chef for 6. regiment og udnævntes da til generalmajor og chef for 2. jyske Brigade. 1901 blev han chef for 2. sjællandske Brigade og fik afsked fra Hæren 1905, da han fyldte 70 år.
Rohde, som 3. november 1865 blev gift med Ingeborg Johanne Ragnhilda Smidt (15. februar 1842 – 1. januar 1911), datter af kaptajn og regnskabsfører Carl Jacob Smidt (død 1874), var medlem af mange kommissioner, foretog forskellige tjenesterejser til udlandet (1872, 1884 og 1893) og var attacheret forskellige udenlandske fyrster, deriblandt kronprinsen af Grækenland i 1889 og storfyrsttronfølgeren af Rusland i 1894. I 1898 udnævntes han til Kommandør af Dannebrogordenen af 1. grad. Han var Dannebrogsmand og bar også en række andre ordener.